# Wandiwash
Wandiwash o Vandavasiés una ciutat i municipalitat del districte de Tiruvanamalai a l'estat de Tamil Nadu situada a 12° 30′ N, 79° 37′ E / 12.5°N,79.62°E. Consta al cens del 2001 amb 29.612 habitants; el 1901 la població era de 5.971 habitants.

## Història
Wandiwash és important com escenari de diverses operacions militars durant les guerres del Carnàtic al segle xviii. La fortalesa pertanyia a un membre de la família del nawab d'Arcot i el 1752 fou atacat pel major Lawrence; el 1757 el coronel Anderson va destruir la ciutat però no va aconseguir ocupar el fort i la guarnició francesa va rebutjar als anglesos per dues vegades durant l'any; un nou atac britànic més fort es va produir el 1759 però també fou rebutjat, però immediatament després els soldats francesos es van amotinar i encara que es va restablir l'orde el fort va quedar assetjat per Coote abans de final d'any; el 1760 els francesos manats per Lally amb 3000 marathes dirigits per Bussy, van arribar a Wandiwash i va seguir una batalla el 22 de gener de 1760 en la que Coote va aconseguir una destacada victòria i Bussy fou fet presoner; aquesta fou la victòria més important dels britànics sobre els francesos a l'Índia. El 1780 el tinent Flint amb un estratagema, va evitar la caiguda del fort en mans d'Haidar Ali i el va poder conservar per quasi tres anys tot i la manca de mitjans, rebutjant almenys dos grans atacs, fins que finalment va rebre ajut de Sir Eyre Coote.